# کتام (روستا)
کُتام  (به ترکی آذربایجانی: Kotam) یک منطقهٔ مسکونی در جمهوری آذربایجان است که در شهرستان اردوباد واقع شده‌است. کتام ۳۹۴ نفر جمعیت دارد.
کتام در شمال ایران و مناطق مجاور به اتاقک‌هایی می‌گویند که در جالیزها و کشتزارها از تخته و شاخه درختان و حصیر  درست می‌کنند و جایگاه نگهبان مزرعه و جالیز است.